# Marina Candiano
Marina Candiano († zwischen 1012 und 1065) war die Ehefrau des Dogen Tribuno Memmo und Tochter des 976 ermordeten Dogen Pietro IV. Candiano. Die frühen Chronisten ignorierten sie. Weil die Frau des jeweiligen Dogen später als Dogaressa bezeichnet wurde, wird auch sie in entsprechenden Listen bis heute unter diesem Titel geführt. Lange sahen die Geschichtsschreiber in Marina ausschließlich einen Abkömmling der machtvollen Candiano-Familie. 
Marina entstammte dieser Familie, die versucht hatte, in Venedig eine Dynastie durchzusetzen. Doch führte dieser Machtanspruch zu besagtem Mord an Pietro IV. und zu einem der größten Stadtbrände in der Geschichte der Stadt, in dessen Verlauf auch das Archiv der Kommune vernichtet wurde. Trotz dieser Niederlage blieb die Familie Candiano noch einige Zeit von größter politischer Bedeutung, was sich darin äußert, dass Vitale, der Bruder des Ermordeten, zum Dogen gewählt wurde. Auch war Marina die Ehefrau des neuen Dogen Tribuno Memmo, der dem letzten Candiano-Dogen im Amt folgte. Ihr gemeinsamer Sohn Mauritius gelangte als Gesandter nach Konstantinopel, wurde schließlich jedoch Mönch im Kloster Brondolo.
Als Witwe erhielt Marina von ihrem Bruder, dem seinerzeitigen Patriarchen von Grado, Landbesitz. Noch im Jahr 1065 kam es zwischen dem Abt Johannes und Mauritius, Sohn des Mauritius Memmo und damit Neffe des Dogen Tribuno Memmo, zu einem Rechtsstreit um diese Ländereien. Auf der anderen Seite stritt Petrus, Sohn des Domenico Orseolo. Die beiden Parteien präsentierten Urkunden, darunter eine Schenkungsurkunde, die bestätigte, dass jener Patriarch von Grado, gleichfalls ein Vitale, das umstrittene Gebiet seiner Schwester Marina, der Witwe des Dogen übertragen hatte, sowie ihrem Sohn Mauritius.

## Rezeption
Marina Candiano wurde von der Geschichtsschreibung erst sehr spät wahrgenommen. Folgt man Pompeo Molmenti, so überlebte Marina nicht nur ihren Ehemann, sondern ihr Sohn Mauritius wurde auch Mönch im Kloster Ss. Trinità e Sant'Anzolo di Brondolo. Dabei übereignete er dem dortigen Abt Ländereien unter dem Namen „Zesso et Cane“. Molmenti bezieht sich dabei im Jahr 1884 explizit auf eine Chronik in der Biblioteca Marciana, nämlich die „Cronaca di Roberto Lio segr. Cons. X, p. I, p. 31“. Dabei handelt es sich um die Cronaca veneziana dalla fondazione della città all'anno 1558, die 1630 von besagtem Roberto Lio (1561/62 – nach 1639) kopiert worden war, einem Sekretär beim Rat der Zehn. Eine Urkunde aus dem Jahr 1065 bestätigt diesen Vorgang, der in die Geschichtsschreibung bis dahin keinen Eingang gefunden hatte.
Dies war der Ausgangspunkt für historische Spekulationen über die Rolle und Erscheinung der Marina. Edgcumbe Staley († 1903) glaubte, die aus der Stadt und vor den Morosini an den Kaiserhof geflohenen „Caloprini“ hätten sich in der Zeit des Dogen „Tribolo Memo“ (sic!) zum Sturz dieses Dogen nicht nur mit Kaiser Otto II. und der alten Kaiserwitwe Adelheid verbündet. Sie gedachten seiner Meinung darüber hinaus, sich mit Waldrada, der zweiten Frau und nunmehrigen Witwe des ermordeten Dogen Pietro, und mit Marina Candiano zu verbünden, deren Tochter. Diese, bei Staley kurzerhand Tochter der Waldrada, sei „miraculously“ zusammen mit ihrer Mutter aus dem Dogenpalast entkommen.   
Für Isa Moro (I dogi di Venezia, 1968) war Marina zwar die Tochter des ‚Korsarendogen‘ – gemeint ist Pietro IV., der gegen seinen Vater rebelliert und venezianische Händlerschiffe gekapert hatte –, aber nun war die Mutter die ‚sanfte‘ Giovanniccia (Verkleinerungsform, Kosename), die spätere Äbtissin des bedeutenden Klosters San Zaccaria und die erste Frau Pietros. Marina habe von ihrem Vater die schlanke und elegante Figur geerbt, so Moro auf unbekannter Quellengrundlage, die Schönheit der Augen, das Lächeln. Als Dogaressa nun sei sie „incantevole“ (‚zauberhaft‘) gewesen, sie habe voller Anmut die Diplomaten im Dogenpalast empfangen.
Andrea Castagnetti vertrat 1993 die Ansicht, Marina wäre nicht unbedingt eine Schwester des Patriarchen, sondern „almeno“ (zumindest) eine Verwandte gewesen. Der Besitz in der Fogolana sei Tribuno Memmo wohl bereits vor der Wahl zum Dogen durch die Ehe mit Marina zugefallen. Nach ihm wurden die dortigen Güter im Jahr 1012 durch den Patriarchen Vitale an Marina, die seinerzeitige Witwe des Dogen, übertragen, sowie an ihren Sohn Mauritius. Marina sei zu dem Zeitpunkt, als sie dem späteren Dogen versprochen worden war, noch minderjährig gewesen.